# Tavast tull

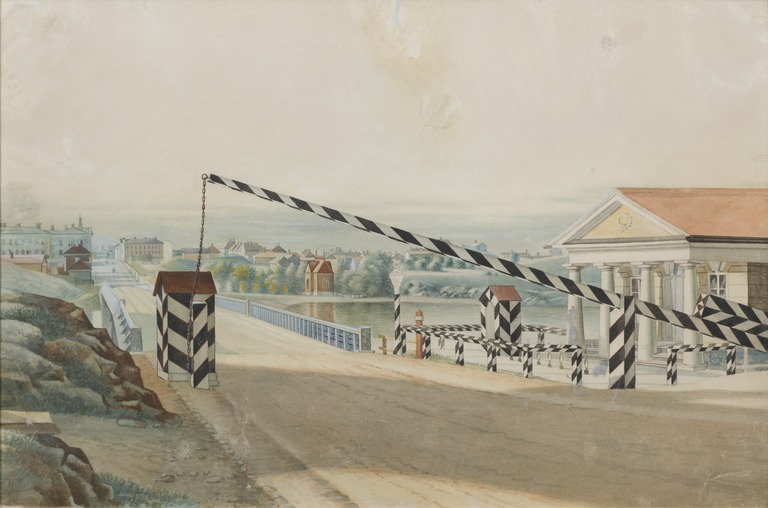
Tavast tull vid Långa bron, med Unionsgatan i Kronohagen i bakgrunden, 1837. Målning av Magnus von Wright.

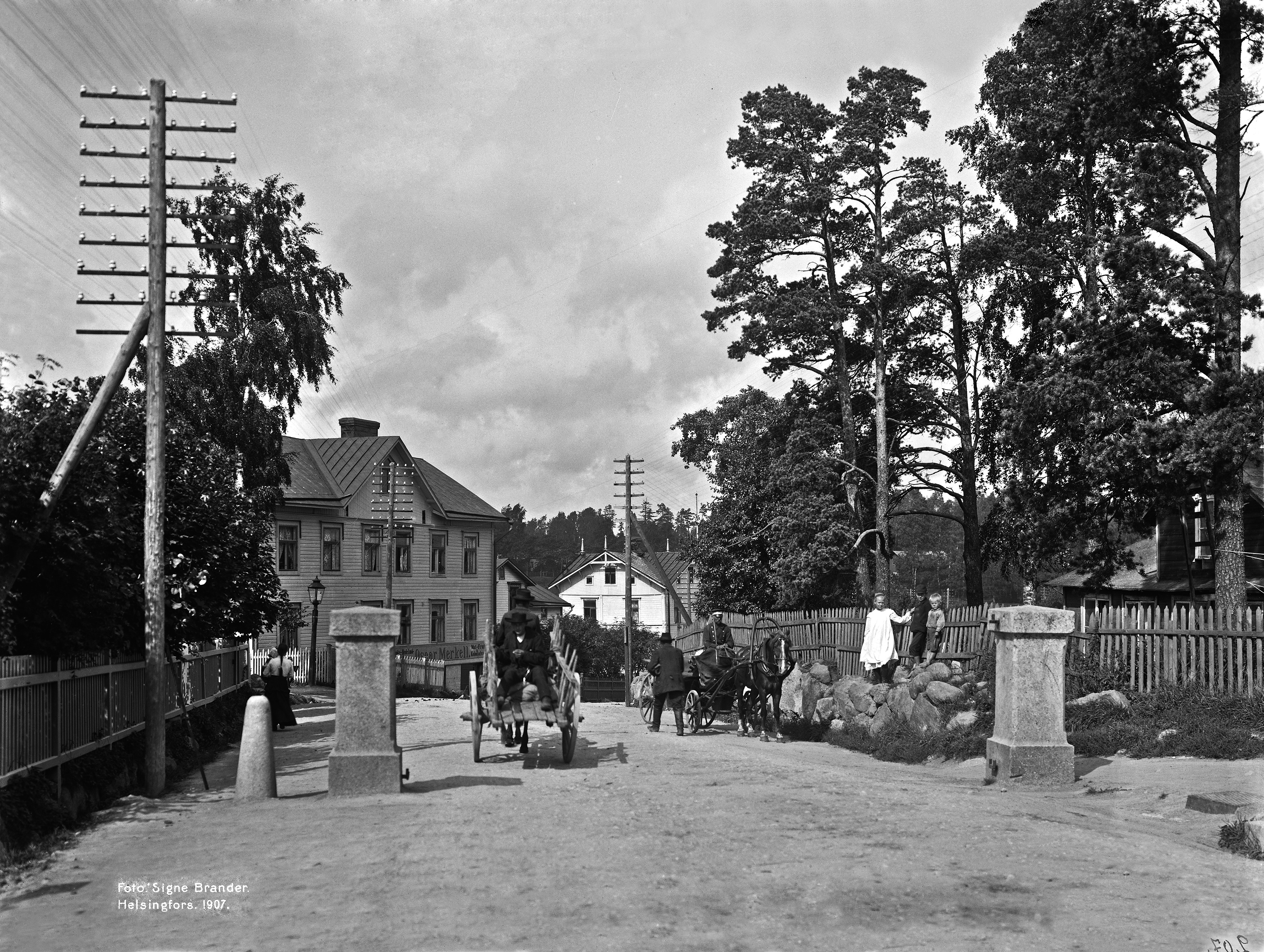
Stadstullporten vid slutet av Östra chausséen, 1907. Foto: Signe Brander.

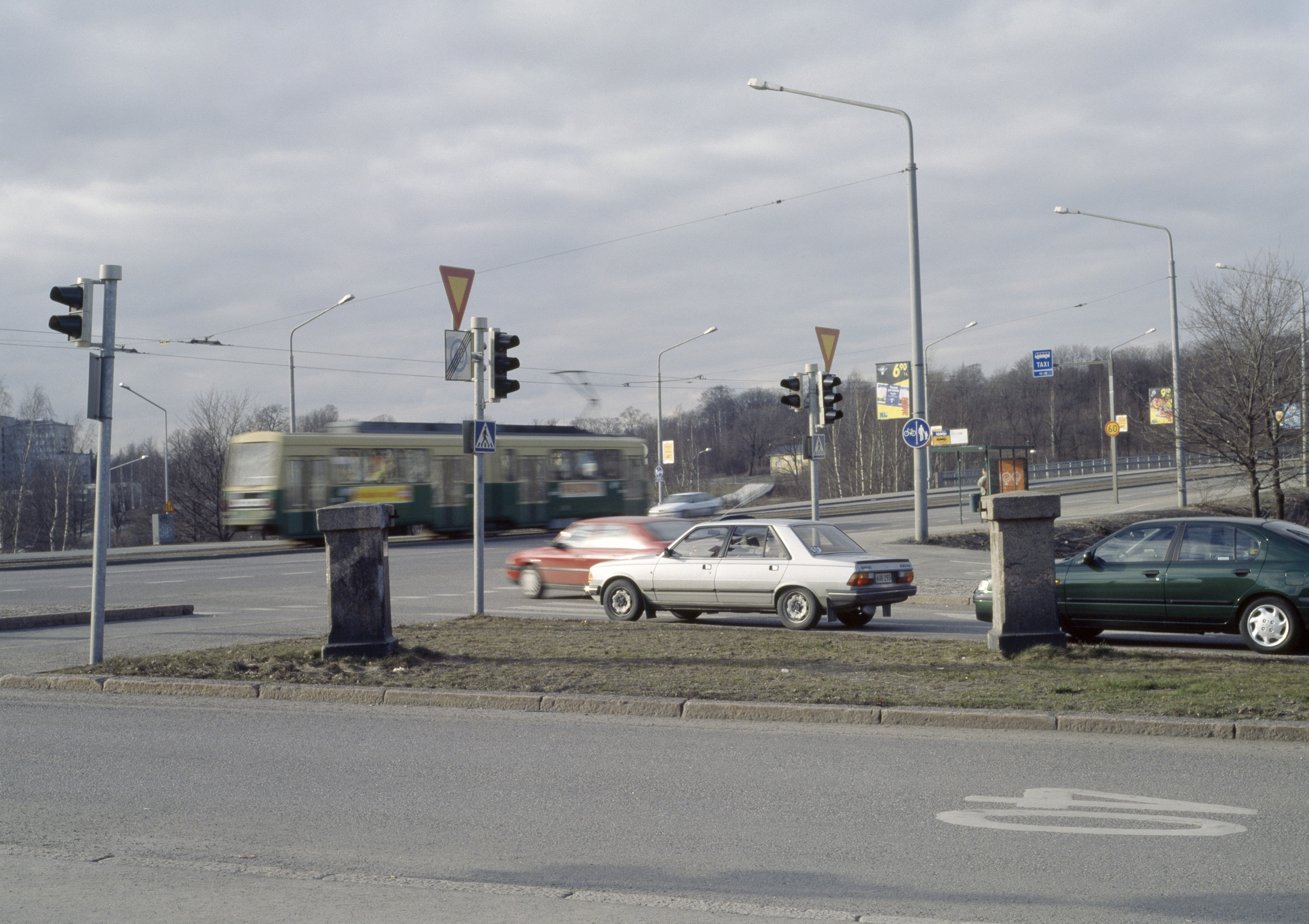
Stadsportpelarna i korsningen av Tavastvägen och Gäddviksgatan

Tavast tull eller Gammelstadens tullport (finska: Hämeentulli eller Vanhan kaupungin tulliportti) var Helsingfors östra landtull.
Staden Helsingfors flyttades från 1640 från Helsinge ås mynning till Estnäset. Stadens äldsta landtull låg i Glovikens utfyllda område, där numera östra delen av Esplanadparken ligger. Den första bron över Kajsaniemiviken till Broholmen, Långa bron,  färdigställdes 1651. "Korta bron" (eller Sibbobron) ledde vidare norrut mot Tavastehus och österut mot Borgå över sundet som gick över nuvarande Hagnäs torg, tills sundet fylldes på 1890-talet.
Tavast tull låg tidigare på Kronohagssidan av Långa bron. I samband med färdigställandet av den tredje bron 1832, flyttades tullen till norra sidan av bron, till Broholmen.
Alldeles i början av 1900-talet flyttades tullen utmed Östra chausséen (nuvarande Tavastvägen). Idag visar två stenpelare i refugen i korsningen Tavastvägen och Gäddviksvägen på den tidigare gränsen mellan Helsingfors stad och landsbygden. Sörnästullen, eller Femöringstullen, låg där Östra chausséen slutade.